# 轻文轻小说
轻文轻小说（简称轻文）是武汉空文网络科技有限公司旗下运营的一个定位于正版原创动漫轻小说内容分享互动社区，成立于2015年7月。
主要提供的服务是支持用户创作的轻小说及漫画等原创作品发布、引进境外正版轻小说漫画付费内容发布、社区交流互动。此外，轻文轻小说开发了名为轻文IQA编辑器的视觉小说制作引擎。用户可以通过PC网页版、手机网页版以及客户端app（支持Android和iOS系统）访问轻文轻小说网站。
由于资金链断裂，轻文轻小说于2019年9月23日宣布关站倒闭。

## 运营历史
轻文轻小说的创建者朱周易曾是中国大陆弹幕视频网站AcFun的首席执行官，离开AcFun后，他跟AcFun的一些老员工创立了轻文轻小说，以轻小说作为主要内容，并采用了用户生成内容的运营模式以提高社区活跃度和促进创作。
2017年6月23日，轻文轻小说与爱奇艺文学联合举办爱奇艺轻小说大赛暨第二届“星耀祭”征文活动。

## 融资
2015年9月，轻文轻小说完成了由九合创投、掌趣创享领投的，数百万元人民币的天使轮融资。
2016年9月，轻文轻小说完成了由高榕资本和哔哩哔哩领投的，千万元人民币的A轮融资。
2018年4月，轻文轻小说完成了由爱奇艺领投、武汉光谷人才基金跟投的，千万元人民币的B轮融资。

## 争议
2018年5月，轻文轻小说被网友指出引进了具有美化日本侵华战争倾向的日本轻小说《在异世界开拓第二人生》，随后轻文轻小说下架了这部轻小说并对内容进行重新审查，发现作者在提供翻译母本时已经事先删减了具有争议性的内容，而审查员在审查时并未阅读过原版，故未能发现。随后轻文轻小说也发布公告，称已终止跟作者まいん的合作并要求其道歉。
輕文遊戲引擎IQA Engine製作的遊戲，需要連入服務器才能運行遊戲。由於輕文倒閉服務器關閉，在手機平台和Steam上架的使用IQA Engine的遊戲均無法運行。輕文作爲遊戲發行方也拖欠遊戲製作組大量欠款。